# Wartbergturm (Alzey)
Der Wartbergturm bei der rheinland-pfälzischen Stadt Alzey in Deutschland ist ein 28,15 Meter hoher Aussichtsturm. Er wurde erstmals 1420 urkundlich erwähnt und diente als Beobachtungsposten zu militärischen Zwecken.

## Geographische Lage
Der Wartbergturm steht zirka zwei Kilometer südlich der Stadtmitte am Nordosthang des Wartbergs (285 m ü. NN) auf 275 m Höhe. Unweit vorbei am Turm führt die alte Kaiserstraße, heute Landesstraße 401 zur Bundesautobahn 63 und von dort weiter nach Morschheim. Jenseits dieser Straße steht etwa 350 Meter westlich des Wartbergturms bei 49°43'58"N, 8°6'17"E ein 57 Meter hoher Fernmeldeturm der Deutschen Telekom.

## Geschichte
Der Wartbergturm entstand vermutlich in der ersten Hälfte des 12. Jahrhunderts und war Teil eines mittelalterlichen „Frühwarnsystems“. Im Dreißigjährigen Krieg wurde der Turm 1620 zerstört und 1668 erfolgte der Wiederaufbau. Sanierungsarbeiten fanden 1858 sowie 1890 statt; bei der letzteren wurde der Turm umgestaltet. Auf einem Foto von 1929 war der Turm mit Zinnen romantisch verklärt.
Gegen Ende des Zweiten Weltkriegs, am 8. Januar 1945, war der Wartbergturm – der Legende nach – Retter der Stadt. Piloten amerikanischer Bomber dachten fälschlicherweise, dass die aus dem Nebel ragende Spitze der Kirchturm der Nikolaikirche sei und warfen ihre Bombenlast ab. Sicher ist nur, dass der Turm zerstört wurde und die Stadt größtenteils von Bombenangriffen verschont blieb. Insgesamt wurden im Zweiten Weltkrieg 42 Gebäude zerstört und mehr als 180 beschädigt.
Unter dem Bürgermeister Wilhelm Bechtolsheimer erfolgte 1960 der Wiederaufbau. Am 22. Februar 1970 brachte ein starker Sturm den Turm erneut zum Einsturz.
1985 wurde dem ACV – Verein für Brauchtumspflege – die Patenschaft für den erneuten Wiederaufbau übertragen. Durch die Unterstützung von Alzeyer Bürgern, Vereinen und des Landes Rheinland-Pfalz konnte die Grundsteinlegung am 2. Juli 1988 erfolgen. Am 26. August 1989 wurde der von Grund auf erneuerte Wartbergturm von Bürgermeister Walter Zuber eingeweiht.

## Aussichtsmöglichkeit
Vom Wartbergturm kann man über das Rheinhessische Hügelland zum Petersberg, in der entgegengesetzten Richtung zum Donnersberg in der Nordpfalz, zum Soonwald im Hunsrück in nordwestlicher Richtung und zum Taunus im Norden und Nordosten schauen. Bei guten Sichtverhältnissen ist auch die Skyline von Frankfurt am Main zu erkennen.